# Thornography
Thornography – płyta black/gothic metalowego zespołu Cradle of Filth, którego premiera odbyła się 16 października 2006 roku. Tytuł w polskim tłumaczeniu to „Cierniografia”. Lider, wokalista i autor tekstów grupy Dani Filth tłumaczy go jako „obsesję ludzkości na punkcie grzechu i samej siebie”.
Nagrania dotarły do 66. miejsca zestawienia Billboard 200 w Stanach Zjednoczonych sprzedając się w nakładzie 13 tys. egzemplarzy w przeciągu tygodnia od dnia premiery.

## Lista utworów
Opracowano na podstawie materiału źródłowego.
| Nr  | Tytuł utworu                                               | Muzyka i słowa                                                           | Długość |
| --- | ---------------------------------------------------------- | ------------------------------------------------------------------------ | ------- |
| 1.  | „Under Pregnant Skies She Comes Alive Like Miss Leviathan” | Chris Rehn (utwór instrumentalny)                                        | 1:40    |
| 2.  | „Dirge Inferno”                                            | Dani Filth, Paul Allender, Charles Hedger, Dave Pybus, Adrian Erlandsson | 4:53    |
| 3.  | „Tonight in Flames”                                        | Dani Filth, Paul Allender, Charles Hedger, Dave Pybus, Adrian Erlandsson | 5:55    |
| 4.  | „Libertina Grimm”                                          | Dani Filth, Paul Allender, Charles Hedger, Dave Pybus, Adrian Erlandsson | 5:51    |
| 5.  | „The Byronic Man (featuring Ville Valo)”                   | Dani Filth, Paul Allender, Charles Hedger, Dave Pybus, Adrian Erlandsson | 5:03    |
| 6.  | „I Am the Thorn”                                           | Dani Filth, Paul Allender, Charles Hedger, Dave Pybus, Adrian Erlandsson | 7:06    |
| 7.  | „Cemetery and Sundown”                                     | Dani Filth, Paul Allender, Charles Hedger, Dave Pybus, Adrian Erlandsson | 5:37    |
| 8.  | „Lovesick for Mina”                                        | Dani Filth, Paul Allender, Charles Hedger, Dave Pybus, Adrian Erlandsson | 7:00    |
| 9.  | „The Foetus of a New Day Kicking”                          | Dani Filth, Paul Allender, Charles Hedger, Dave Pybus, Adrian Erlandsson | 3:43    |
| 10. | „Rise of the Pentagram”                                    | Paul Allender                                                            | 7:02    |
| 11. | „Under Huntress Moon”                                      | Dani Filth, Paul Allender, Charles Hedger, Dave Pybus, Adrian Erlandsson | 6:58    |
| 12. | „Temptation (cover Heaven 17, featuring Dirty Harry)”      | Glenn Gregory, Ian Craig Marsh, Martyn Ware                              | 3:47    |
|     |                                                            |                                                                          | 1:04:35 |

| Utwór dodatkowy | Utwór dodatkowy                | Utwór dodatkowy | Utwór dodatkowy |
| Nr              | Tytuł utworu                   | Muzyka i słowa  | Długość         |
| --------------- | ------------------------------ | --------------- | --------------- |
| 1.              | „Halloween II (cover Samhain)” | Glenn Danzig    | 3:36            |

| Harder, Darker, Faster: Thornography Deluxe | Harder, Darker, Faster: Thornography Deluxe                       | Harder, Darker, Faster: Thornography Deluxe |
| Nr                                          | Tytuł utworu                                                      | Długość                                     |
| ------------------------------------------- | ----------------------------------------------------------------- | ------------------------------------------- |
| 1.                                          | „Under Pregnant Skies She Comes Alive Like Miss Leviathan”        | 1:40                                        |
| 2.                                          | „Dirge Inferno”                                                   | 4:53                                        |
| 3.                                          | „Tonight In Flames”                                               | 5:55                                        |
| 4.                                          | „Libertina Grimm”                                                 | 5:51                                        |
| 5.                                          | „The Byronic Man (featuring Ville Valo)”                          | 5:03                                        |
| 6.                                          | „I Am The Thorn”                                                  | 7:06                                        |
| 7.                                          | „Cemetery And Sundown”                                            | 5:37                                        |
| 8.                                          | „Lovesick For Mina”                                               | 7:00                                        |
| 9.                                          | „The Foetus Of A New Day Kicking”                                 | 3:43                                        |
| 10.                                         | „Rise Of The Pentagram”                                           | 7:02                                        |
| 11.                                         | „Under Huntress Moon”                                             | 6:58                                        |
| 12.                                         | „Temptation”                                                      | 3:47                                        |
| 13.                                         | „Murder In The Thirst”                                            | 1:17                                        |
| 14.                                         | „The Snake-Eyed And Venomous”                                     | 5:46                                        |
| 15.                                         | „Halloween II (cover Samhain)”                                    | 3:36                                        |
| 16.                                         | „Courting Baphomet”                                               | 5:16                                        |
| 17.                                         | „Stay (cover Shakespears Sister)”                                 | 4:54                                        |
| 18.                                         | „Devil To The Metal”                                              | 6:19                                        |
| 19.                                         | „Temptation (cover Heaven 17, featuring Dirty Harry) (wideo)”     | 4:02                                        |
| 20.                                         | „Tonight In Flames (wideo)”                                       | 4:18                                        |
| 21.                                         | „The Foetus Of A New Day Kicking (wideo)”                         | 3:55                                        |
| 22.                                         | „Making Of The Video For The Foetus Of A New Day Kicking (wideo)” | 27:17                                       |

| Promo singel - Temptation/Dirge Inferno | Promo singel - Temptation/Dirge Inferno               | Promo singel - Temptation/Dirge Inferno                                  | Promo singel - Temptation/Dirge Inferno |
| Nr                                      | Tytuł utworu                                          | Muzyka i słowa                                                           | Długość                                 |
| --------------------------------------- | ----------------------------------------------------- | ------------------------------------------------------------------------ | --------------------------------------- |
| 1.                                      | „Temptation (cover Heaven 17, featuring Dirty Harry)” | Glenn Gregory, Ian Craig Marsh, Martyn Ware                              | 3:47                                    |
| 2.                                      | „Dirge Inferno”                                       | Dani Filth, Paul Allender, Charles Hedger, Dave Pybus, Adrian Erlandsson | 4:53                                    |

| Promo singel - The Foetus of a New Day Kicking | Promo singel - The Foetus of a New Day Kicking | Promo singel - The Foetus of a New Day Kicking                           | Promo singel - The Foetus of a New Day Kicking |
| Nr                                             | Tytuł utworu                                   | Muzyka i słowa                                                           | Długość                                        |
| ---------------------------------------------- | ---------------------------------------------- | ------------------------------------------------------------------------ | ---------------------------------------------- |
| 1.                                             | „The Foetus of a New Day Kicking”              | Dani Filth, Paul Allender, Charles Hedger, Dave Pybus, Adrian Erlandsson | 3:43                                           |

| Album Sampler - Thornographic | Album Sampler - Thornographic                         | Album Sampler - Thornographic                                            | Album Sampler - Thornographic |
| Nr                            | Tytuł utworu                                          | Muzyka i słowa                                                           | Długość                       |
| ----------------------------- | ----------------------------------------------------- | ------------------------------------------------------------------------ | ----------------------------- |
| 1.                            | „Temptation (cover Heaven 17, featuring Dirty Harry)” | Glenn Gregory, Ian Craig Marsh, Martyn Ware                              | 03:47                         |
| 2.                            | „Tonight in Flames”                                   | Dani Filth, Paul Allender, Charles Hedger, Dave Pybus, Adrian Erlandsson | 05:55                         |
| 3.                            | „Dirge Inferno”                                       | Dani Filth, Paul Allender, Charles Hedger, Dave Pybus, Adrian Erlandsson | 04:54                         |
| 4.                            | „Halloween 2 (cover Samhain)”                         | Glenn Danzig                                                             | 03:38                         |
|                               |                                                       |                                                                          | 18:14                         |

## Twórcy
Opracowano na podstawie materiału źródłowego.
| Zespół Cradle of Filth w składzie - Dani Filth – wokal prowadzący, słowa - Charles Hedger – gitara rytmiczna, gitara prowadząca - Paul Allender – gitara rytmiczna, gitara prowadząca - Dave Pybus – gitara basowa, wokal wspierający (15) - Adrian Erlandsson – perkusja Dodatkowi muzycy - Christopher Jon, Newby-Robson – instrumenty klawiszowe - Laura Reid – wiolonczela - Doug Bradley – narrator - Sarah Jezebel Deva, Ville Valo, Dirty Harry, Veronica Rehn – wokal - Chór - Aric Prentice, Charlie Jenkins, Chris Mitchell, Keith Halliday, William Harrison - Laela Adamson, Moira Johnston, Rachel Line, Ruth Nixon, Sophie Allen | Produkcja - Dan Turner – inżynieria dźwięku - Tommy Rehn – aranżacja, produkcja muzyczna (1), orkiestracje (17) - Chris Rehn – produkcja muzyczna (1), orkiestracje (17) - Andy Sneap – miksowanie, mastering - Rob Caggiano – wokal wspierający (15), perkusja (17), produkcja muzyczna - Daniel Presley – miksowanie orkiestracji, aranżacje orkiestracji - Samuel Araya – oprawa graficzna - Monica Valdovinos – kaligrafia - Kevin Candela – design - Daragh McDonagh – zdjęcia - Indira Rose – modelka - Thelma Red – modelka |

## Wydania
| Rok  | Nr katalogowy    | Format                     | Wytwórnia                  | Region             | Źródło |
| ---- | ---------------- | -------------------------- | -------------------------- | ------------------ | ------ |
| 2006 | 168 618 113-2    | CD, Album                  | Roadrunner Records         | Stany Zjednoczone  | [ 11 ] |
| 2006 | RR 8113-2        | CD, Album, Ltd             | Roadrunner Records         | Wielka Brytania    | [ 11 ] |
| 2006 | RR 8113-2        | CD, Album                  | Roadrunner Records         | Stany Zjednoczone  | [ 11 ] |
| 2006 | IROND CD 2600953 | CD, Album                  | Irond                      | Rosja              | [ 11 ] |
| 2006 | BMA 033          | CD, Album                  | Black Metal Attack Records | Brazylia           | [ 11 ] |
| 2006 | RRCY-21265       | CD, Album                  | Roadrunner Records         | Japonia            | [ 11 ] |
| 2006 | RR PROMO 955     | CD, Album, Promo, Car      | Roadrunner Records         | Niemcy             | [ 11 ] |
| 2006 | RRCAR 8113-1     | LP, Yel + LP, Gre +, Album | Cargo Records              | Niemcy             | [ 11 ] |
| 2008 | RR 8113-8        | DVD-D + CD, Album          | Roadrunner Records         | Holandia Australia | [ 11 ] |

## Listy sprzedaży
| Lista                   | Kraj              | Pozycja |
| ----------------------- | ----------------- | ------- |
| Billboard 200           | Stany Zjednoczone | 66      |
| Sverigetopplistan       | Szwecja           | 37      |
| MegaCharts              | Holandia          | 48      |
| Suomen virallinen lista | Finlandia         | 16      |
| SNEP                    | Francja           | 48      |
| Media Control Charts    | Niemcy            | 27      |
| UK Albums Chart         | Wielka Brytania   | 46      |
| ARIA Charts             | Australia         | 35      |
| Schweizer Hitparade     | Szwajcaria        | 71      |
| Ö3 Austria Top 40       | Austria           | 20      |